# Afrotyphlops
Afrotyphlops es un género de serpientes de la familia Typhlopidae. Sus especies son endémicas del África subsahariana.

## Especies
Se reconocen las 26 especies siguientes:
- Afrotyphlops angeli (Guibé, 1952)
- Afrotyphlops angolensis (Bocage, 1866)
- Afrotyphlops anomalus (Bocage, 1873)
- Afrotyphlops bibronii (Smith, 1846)
- Afrotyphlops blanfordii (Boulenger, 1889)
- Afrotyphlops brevis (Scortecci, 1929)
- Afrotyphlops congestus (Duméril & Bibron, 1844)
- Afrotyphlops decorosus (Buchholz & Peters, 1875)
- Afrotyphlops elegans (Peters, 1868)
- Afrotyphlops fornasinii (Bianconi, 1847)
- Afrotyphlops gierrai (Mocquard, 1897)
- Afrotyphlops kaimosae (Loveridge, 1935)
- Afrotyphlops liberiensis (Hallowell, 1848)
- Afrotyphlops lineolatus (Jan, 1864)
- Afrotyphlops manni (Loveridge, 1941)
- Afrotyphlops mucruso (Peters, 1854)
- Afrotyphlops nanus Broadley & Wallach, 2009
- Afrotyphlops nigrocandidus (Broadley & Wallach, 2000)
- Afrotyphlops obtusus (Peters, 1865)
- Afrotyphlops punctatus (Leach, 1819)
- Afrotyphlops rondoensis (Loveridge, 1942)
- Afrotyphlops schlegelii (Bianconi, 1847)
- Afrotyphlops schmidti (Laurent, 1956)
- Afrotyphlops steinhausi (Werner, 1909)
- Afrotyphlops tanganicanus (Laurent, 1964)
- Afrotyphlops usambaricus (Laurent, 1964)